# Parròquia de Sant Bartomeu (València)
La Parròquia de Sant Bartomeu fou una parròquia medieval de la ciutat de València. La parròquia de Sant Bartomeu rep el seu nom per l'església de Sant Bartomeu, de la que hui dia només queda el campanar i que fou enderrocada l'any 1944 després de l'incendi i els danys rebuts a la guerra civil espanyola. L'església enderrocada era del segle XVII i fou construïda sobre una original de l'any 1239, que al seu torn ho estava sobre una mesquita.
Geogràficament, la parròquia de Sant Bartomeu es trobava enmarcada entre la plaça dels Serrans al sud-est, el carrer dels Serrans a l'est, el portal de la Valldigna (pertanyent a la muralla àrab) a l'oest, el carrer dels Cavallers al sud i la muralla cristiana i el riu Túria al nord. Limitava amb les parròquies de Santa Creu a l'oest, Sant Llorenç a l'est, Sant Nicolau a l'est i al sud i Sant Miquel al sud-oest. La parròquia de Sant Bartomeu estava poblada majoritàriament per les classes populars, entre les quals es trobaven jornalers, artesans, estudiant i llauradors dels camps extramurs. Durant tota la seua història, Sant Bartomeu fou, junt amb Sant Salvador, una de les parròquies menys populoses.
L'origen de la parròquia es troba als anys posteriors a l'entrada del Rei Jaume I a la ciutat de València, qui establí sobre les antigues mesquites 13 esglésies parroquials que farien de divisió administrativa de la ciutat. Les parròquies es mantingueren en actiu com a divisió administrativa fins a poc després de la promulgació dels Decrets de Nova Planta, al segle xviii. En l'actualitat, el territori de l'antiga parròquia de Sant Bartomeu forma part del barri del Carme, al districte de Ciutat Vella (la València intramurs).